# Absolute Championship Akhmat
Absolute Championship Akhmat (anteriormente conocida como Absolute Championship Berkut), es una organización rusa de artes marciales mixtas y otros deportes de combate con sede en Grozni, Chechenia.

## Historia
La promoción fue fundada por Mairbek Khasiev, un ciudadano de Chechenia, bajo el nombre de Absolute Championship Berkut (ACB). En 2009, Khasiev fundó el club de lucha Berkut en Grozni, que ayudó a los jóvenes peleadores a tener la oportunidad de competir al más alto nivel. Varios peleadores que tuvieron éxito en la ACB firmaron contratos con promotoras más conocidas, tanto de Rusia como del extranjero.
La expansión internacional de la promoción se daría en el año 2017, realizando eventos en 13 países distintos. El 12 de septiembre de 2018, Khasiev reveló que la ACB había comprado TECH-Krep FC. Continuó explicando que TECH-Krep FC dejaría de operar y cancelaría su evento del 26 de octubre, y que el ex director de Tech-Krep FC, Alexey Yatsenko, se convertiría en el nuevo presidente.
El 28 de noviembre de 2018, el jefe de la República de Chechenia, Ramzán Kadírov, anunció que la ACB y el World Fighting Championship Akhmat (WFCA) se fusionarían para formar una sola organización.

## Campeones actuales
| División        | Peso            | Campeón                  | Desde el                | Defensas del título |
| --------------- | --------------- | ------------------------ | ----------------------- | ------------------- |
| Peso pesado     | 120 kg (264 lb) | Evgeniy Goncharov        | 17 de marzo de 2023     | 1                   |
| Peso semipesado | 93 kg (205 lb)  | Vacante                  | -                       | 0                   |
| Peso mediano    | 84 kg (185 lb)  | Magomedrasul Gasanov     | 9 de abril de 2021      | 4                   |
| Peso wélter     | 77 kg (169 lb)  | Albert Tumenov           | 24 de diciembre de 2023 | 0                   |
| Peso ligero     | 71 kg (156 lb)  | Abdul-Aziz Abdulvakhabov | 19 de diciembre de 2020 | 2                   |
| Peso pluma      | 66 kg (145 lb)  | Islam Omarov             | 21 de julio de 2023     | 1                   |
| Peso gallo      | 61 kg (134 lb)  | Pavel Vitruk             | 19 de abril de 2024     | 0                   |
| Peso mosca      | 57 kg (125 lb)  | Kurban Gadzhiev          | 25 de febrero de 2023   | 0                   |